# Andreas Hopf

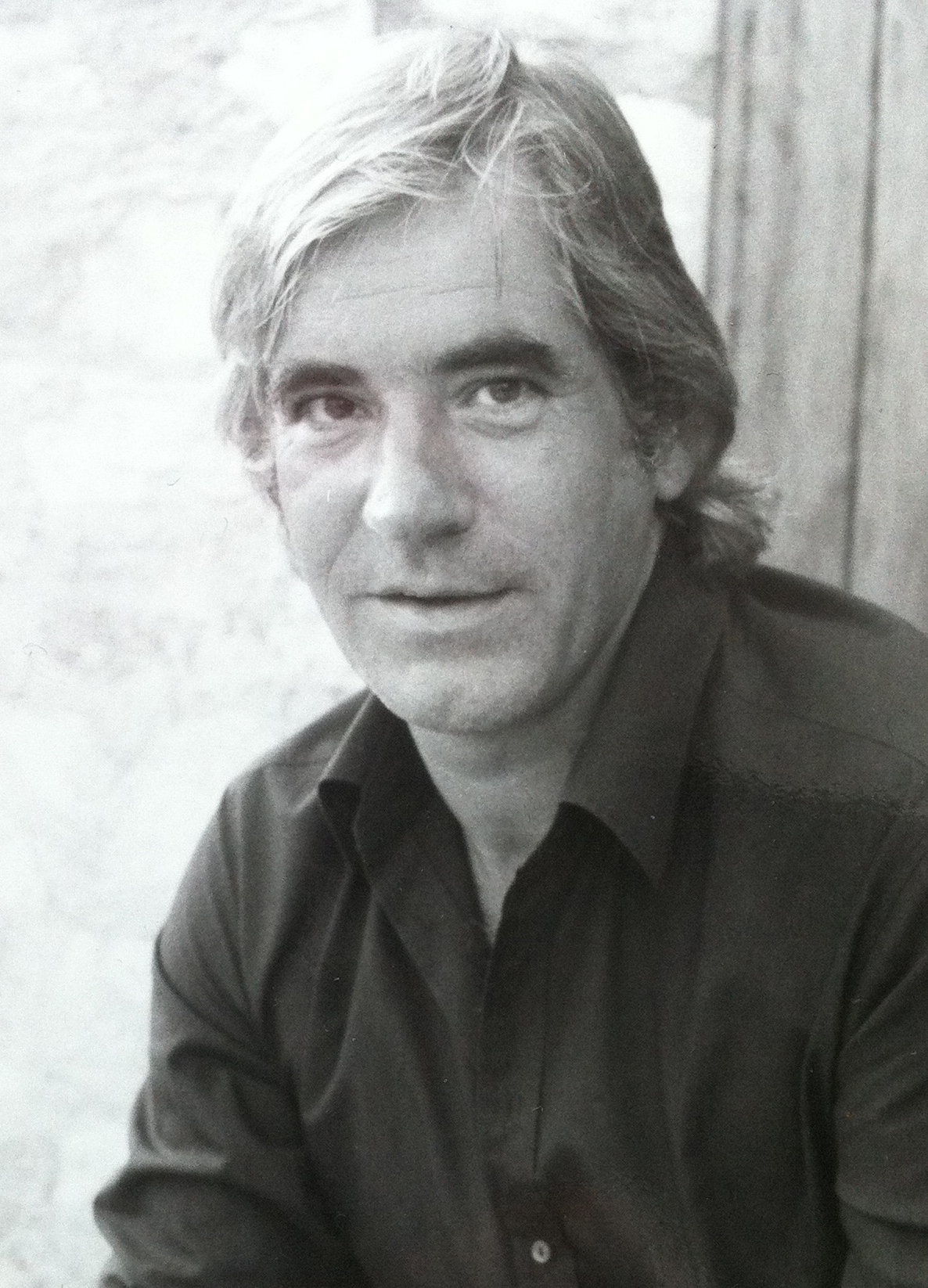
Andreas Hopf (1981)

Andreas Hopf (Pseudonyme: Eduard u. Alexander Wolsleben, Anette Kleine, Felizitas Schnurre, Winnie Wedel, Daniel Kleinworth, Friedrich H. Sachs, * 11. Januar 1940 in Hamburg; † 20. April 2000) war ein deutscher Verleger und Schriftsteller.

## Leben
Andreas Hopf absolvierte ein Studium der Philosophie, Germanistik, Soziologie und Psychologie. 1967 promovierte er an der Universität München zum Doktor der Philosophie. Ab 1968 war er Lektor beim Verlag Hoffmann und Campe, und von 1973 bis 1976 leitete er den C.-Bertelsmann-Verlag in München. 1977 gründete er mit seiner Frau zusammen das Verlagsbüro Offizin Hopf & Partner GmbH, München. Andreas Hopf war seit 1965 mit der Künstlerin und Autorin Angela Hopf verheiratet.
Andreas Hopf war Verfasser von Romanen, Sachbüchern, philosophischen Werken und Jugendliteratur sowie von journalistischen Beiträgen, u. a. für die Frankfurter Allgemeine Zeitung und "Die Zeit". Daneben gab er gemeinsam mit seiner Frau zahlreiche Anthologien und Bildbände heraus. Er war Mitglied des PEN-Zentrums Deutschland.

## Werke
- Die Struktur des ästhetischen Urteils, München-Allach 1968
- Der Feuerdrache Minimax, Reinbek bei Hamburg 1973 (zusammen mit Angela Hopf)
- Minimax-Comix, Reinbek bei Hamburg 1974 (zusammen mit Angela Hopf)
- Emeli Plunsch und Fridolin Flatter, München 1981 (zusammen mit Wilfried Steinbach und Angela Hopf)
- Zeitmotor, München 1984 (zusammen mit Marianne Bernhard)
- Baffo, Hamburg 1988
- Die Brücken des Himmels, Bergisch Gladbach 1991
- Die Sieben Brücken zum Glück, München 1991 (als Alexander und Eduard P. R. Wolsleben)
- Der Hund und sein Mensch, München 1997 (unter dem Namen Winnie Wedel)
- Die Katze und ihr Mensch, München 1998 (unter dem Namen Felizitas Schnurre)
- Das alleinerziehende Kind, München 1999 (unter dem Namen Anette Klein)

## Herausgeberschaft
- Alte Exlibris, Dortmund 1978 (herausgegeben zusammen mit Angela Hopf)
- Exlibris der Dame, Dortmund 1979 (herausgegeben zusammen mit Angela Hopf)
- Exotische Völkerschau, München 1979 (herausgegeben zusammen mit Angela Hopf)
- Galerie der Schönen, München 1979 (herausgegeben zusammen mit Angela Hopf)
- Liebig-Bilder, München 1979 (herausgegeben zusammen mit Angela Hopf)
- Viel Glück, München 1979 (herausgegeben zusammen mit Angela Hopf)
- Eulen-Exlibris, Frankfurt/M. [u. a.] 1980 (herausgegeben zusammen mit Angela Hopf)
- Exlibris, München 1980 (herausgegeben zusammen mit Angela Hopf)
- Fabelwesen, München 1980 (herausgegeben zusammen mit Angela Hopf)
- Gratuliere!, Wien [u. a.] 1980 (herausgegeben zusammen mit Angela Hopf)
- Die Kunst des Exlibris, München 1980 (herausgegeben zusammen mit Angela Hopf)
- Album eines Erotomanen, München 1981 (herausgegeben zusammen mit Angela Hopf)
- Erotische Exlibris, Dortmund 1981 (herausgegeben zusammen mit Angela Hopf)
- Die schönsten deutschen Liebesgedichte, München 1981 (herausgegeben zusammen mit Angela Hopf)
- Das große Buch der Weisheiten und Aphorismen, München 1983 (herausgegeben zusammen mit Angela Hopf)
- Peyo: Die Abenteuer der Schlümpfe, Ravensburg (herausgegeben zusammen mit Angela Hopf)
  - 1. Der Zauberlehrling, 1983
  - 2. Ein feiner Ritter, 1983
  - 3. Die geheimnisvolle Höhle, 1983
  - 4. Ein Verräter, 1983
  - 5. Der Winterkönig, 1983
  - 6. Das Wasser des Lebens, 1984
  - 7. Das Schloß der Frösche, 1984
  - 8. Gefahr aus den Wolken, 1984
  - 9. Trecky, der Retter, 1984
  - 10. Zauberkugel, 1984
- ... reingelegt!, Ravensburg 1983 (herausgegeben zusammen mit Angela Hopf)
- Sandmännchen erzählt: Das Gold der Erde, Ravensburg 1983 (herausgegeben zusammen mit Angela Hopf)
- Sandmännchen erzählt: Das Mädchen mit der roten Kappe, Ravensburg 1983 (herausgegeben zusammen mit Angela Hopf)
- Sandmännchen erzählt: Die Dornenhecke, Ravensburg 1983 (herausgegeben zusammen mit Angela Hopf)
- Sandmännchen erzählt: Hans und Grete, Ravensburg 1983 (herausgegeben zusammen mit Angela Hopf)
- Winnie Puuh, Ravensburg (herausgegeben zusammen mit Angela Hopf)
  - 1. Puuh und der Honigbaum, 1983
  - 2. Die Geschichten vom Tiger, 1983
  - 3. Spuren im Schnee, 1983
  - 4. Die Heffalumps, 1983
  - 5. Puuh in der Klemme, 1983
- Alice im Wunderland, Wien [u. a.] (herausgegeben zusammen mit Angela Hopf)
  - Benni Banni, lauf nicht weg!, 1984
  - Das Geheimnis von Benni Banni, 1984
  - Hamti Damti auf der Mauer, 1984
  - Das Haus des weißen Kaninchens, 1984
  - Der Hummertanz, 1984
  - Das Hundebaby, 1984
  - Das kleine Ferkel, 1984
  - Der Rat der blauen Raupe, 1984
  - Ein See aus lauter Tränen, 1984
  - Der Sturz ins Kaninchenloch, 1984
  - Die verrückte Teegesellschaft, 1984
  - Zwideldi und Zwideldum, 1984
- Frieden ist nicht nur ein Wort, München 1984 (herausgegeben zusammen mit Angela Hopf)
- Unsere fünfziger Jahre, München 1984 (herausgegeben zusammen mit Marianne Bernhard und Angela Hopf)
- Drüben am Walde kängt ein Guruh, München 1985 (herausgegeben zusammen mit Angela Hopf)
- Akt-Exlibris, München 1986 (herausgegeben zusammen mit Angela Hopf)
- Geliebtes Kind!, Ismaning bei München 1986 (herausgegeben zusammen mit Angela Hopf)
- Schattenbilder, München 1986 (herausgegeben zusammen mit  Angela Hopf)
- Geliebte Eltern!, Ismaning bei München 1987 (herausgegeben zusammen mit Angela Hopf)
- Liebst du mich auch, München [u. a.] 1987 (herausgegeben zusammen mit Angela Hopf)
- Grußkarten, München 1988 (herausgegeben zusammen mit Angela Hopf)
- Partnerbriefe, München 1988 (herausgegeben zusammen mit Angela Hopf)
- Scherenschnitte, München 1989 (herausgegeben zusammen mit Angela Hopf)